# Jérome Nollevaux
Jérome Nollevaux (Graide, 14 februari 1988) is een Belgisch voetballer. Nollevaux is een middenvelder.

## Carrière
Nollevaux ruilde in 2008 de jeugdopleiding van Standard Luik voor FC Brussels, dat net naar Tweede klasse was gedegradeerd.  Aanvankelijk had de middenvelder het moeilijk om op te boksen tegen Richard Culek en Flavien Le Postollec, maar uiteindelijk wist hij een vaste stek in de basiself van de Brusselaars te veroveren. In de zomer van 2010 kreeg hij dan ook een nieuw contract bij Brussels.
Tijdens de voorbereiding op het seizoen 2012/13 kreeg Nollevaux de toestemming van voorzitter Johan Vermeersch om te gaan testen bij toenmalig tweedeklasser KAS Eupen. Nollevaux, die al een tijdje aanvoerder was van de Brusselaars, bleef uiteindelijk echter toch bij de club. Door een onenigheid met Vermeersch bleef Nollevaux tot september aan de kant staan, maar voorzitter en speler verzoenden zich uiteindelijk met elkaar. Nollevaux bleef de club uiteindelijk trouw tot het faillissement in 2014.
Na het verdwijnen van RWDM Brussels vond Nollevaux onderdak bij derdeklasser FCV Dender EH. Een jaar later keerde hij terug naar het Edmond Machtensstadion, waar hij voor RWDM – de geestelijke opvolger van zijn ex-club – ging spelen. Nollevaux werd er opnieuw aanvoerder, maar koos er na een seizoen toch voor om dichter bij huis in de Ardennen te gaan spelen.

## Statistieken
| seizoen | club          | land   | competitie    | wed | goals |
| ------- | ------------- | ------ | ------------- | --- | ----- |
| 2008/09 | FC Brussels   | België | Tweede klasse | 30  | 0     |
| 2009/10 | FC Brussels   | België | Tweede klasse | 34  | 1     |
| 2010/11 | FC Brussels   | België | Tweede klasse | 33  | 1     |
| 2011/12 | FC Brussels   | België | Tweede klasse | 26  | 0     |
| 2012/13 | FC Brussels   | België | Tweede klasse | 23  | 0     |
| 2013/14 | RWDM Brussels | België | Tweede klasse | 25  | 1     |
|         |               |        | Totaal        | 171 | 3     |